# Illogicist
Illogicist ist eine Technical-Death-Metal-Band aus Aosta in Norditalien.

## Geschichte
Im Sommer 1997 gründeten Gitarrist Luca Minieri und Schlagzeuger Remy Curtaz zusammen ein Projekt, in dem beide ihre musikalischen Ideen verwirklichen wollten. Besonderer Wert wurde dabei auf ungewöhnliche, „unlogische“ Rhythmen gelegt, die stark von Jazz und Fusion beeinflusst sind. Laut Minieri bezieht sich der Bandname allerdings nicht direkt auf die Musik, sondern eher auf das Gesamtkonzept der Band. Er sagte später dazu:

„Der Logiker [englisch „logicist“] ist derjenige, der Logik lehrt; „Illogicist“ existiert in der englischen Sprache nicht, aber es kann somit trotzdem das genaue Gegenteil bedeuten, also derjenige, der das Unlogische lehrt.“

Nachdem Bassist Roberto Zeppa wenig später zur Band gestoßen war, bereitete sich Illogicist auf ihre erste Veröffentlichung vor. Wenige Wochen vor Aufnahmenbeginn erweiterte Fabio Filippone die Band um einen weiteren Gitarristen. Schließlich wurde im Jahr 2002 eine EP mit dem Titel Polymorphism Of Death veröffentlicht. Diese EP hatte den Charakter einer Demo, wurde aber regulär veröffentlicht und in der Szene unter anderem wegen der guten Produktion sowie den komplexen, aber dennoch eingängigen Songstrukturen gelobt.
Kurz nach den Aufnahmen hatten Zeppa und Filippone die Band verlassen; letzterer, um sich stärker um seine Black-Metal-Band Nefarium kümmern zu können. Die freigewordenen Plätze nahmen wenig später Diego Ambrosi (Gitarre) und Emilio Dattolo (Bass) ein. Während der Vorbereitungen zur nächsten Veröffentlichung entwickelte sich die Musik von Illogicist in eine technischere Richtung weiter. Eine zweite EP Dissonant Perspective wurde schließlich im Jahr 2003 fertiggestellt.  Mit dieser EP gelang es der Band, in der italienischen Death-Metal-Szene erstmals größere Anerkennung zu finden. Unterstützt durch eine Vielzahl von Live-Auftritten konnte Illogicist einen Plattenvertrag für ein Album mit dem Label Crash Music unterzeichnen.
Die Aufnahmen zum Debütalbum fanden wenig später in Minieris eigenem Studio statt, das zu diesem Zeitpunkt allerdings nur in einem Projektstadium war. Dennoch wurden die Aufnahmen problemlos abgeschlossen. Die abschließende Produktion wurde Ende 2003 in den Finnvox Studios durchgeführt. Das Album erschien schließlich am 13. Juli 2004 unter dem Titel Subjected.
Nachdem Drummer Curtaz kurz darauf die Band verlassen hatte, wurde Sergio Ponti als neuer Schlagzeuger vorgestellt. Er begleitete die Band auf einer anschließenden Europatournee. Nach dem Auslaufen des Plattenvertrags mit Crash Music wechselte die Band zu Willowtip Records, da sie sich von ihrem alten Label schlecht unterstützt fühlten.

### The Insight Eye (ab 2007)
Vor den Aufnahmen zum zweiten Album verließ Ponti die Band. Auf der Suche nach einem neuen Drummer fragte Minieri auch bei Marco Minnemann (Necrophagist) an, den er einige Jahre zuvor bei Aufnahmen zu einer Lehr-DVD von Drum Workshop persönlich kennengelernt hatte. Dieser sagte zu und nahm in Kalifornien seine Parts auf, um diese dann an die Band weiterzuleiten.  Die restlichen Aufnahmen wurden daraufhin wieder in Minieris inzwischen vollwertigem Dissonant Studio durchgeführt. Die abschließende Produktion fand erneut in den Finnvox Studios statt.
Das Album The Insight Eye erschien schließlich am 10. Juli 2007. In Europa wurde das Album über Candlelight Records veröffentlicht, in den USA über Willowtip Records. In diversen Reviews wurde das Album sehr gelobt und immer wieder die technische und brutale, aber trotzdem nachvollziehbare und melodische Musik hervorgehoben. Das Coverartwork zu The Insight Eye wurde von Mike Bohatch entworfen, welcher bereits unter anderem für Dew-Scented gearbeitet hatte.
Für Illogicist war es zu diesem Zeitpunkt vor allem finanziell nicht möglich, einen erfolgreichen Musiker wie Marco Minnemann für Tourneen und ähnliches zu buchen, so dass der Posten am Schlagzeug noch immer unbesetzt war. Im September 2007 wurde Alessandro Tinti als neuer, fester Schlagzeuger vorgestellt.
Im August 2010 begannen die Aufnahmen zum dritten Album mit dem Titel Unconsciousness of Living, welches am 1. November 2011 über Willowtip Records erschien. In Deutschland wird das Album am 13. Januar 2012 via Hammerheart Records veröffentlicht.

## Stil
Illogicist spielt komplexen, technischen Death Metal, bei dem jedoch zugleich auf eingängige Songstrukturen geachtet wird. Durch eine Vielzahl abstrakter rhythmischer Elemente lässt sich die Musik auch dem Progressive Death Metal zuordnen. Von der Band wurde dieser Stil wiederholt als „rhythmische Asymmetrie“ bezeichnet. In vielen Reviews wird die Musik der Band direkt mit den späteren Werken von Death in Bezug auf Komplexität verglichen;  besonders ist hier das Album Individual Thought Patterns zu nennen. Es wird jedoch auch kritisiert, dass die Musik lediglich aus einer Aneinanderreihung verschiedener Takte ohne echte Kreativität bestehe.
Auf dem dritten Album The Unconsciousness of Living wird dieser Stil zum größten Teil beibehalten. Eine stilistische Nähe zu Individual Thought Patterns ist hier noch deutlicher zu finden, gelegentlich tauchen jedoch auch Referenzen zu Cynic oder Atheist auf.
Sowohl die Musik als auch die Songtexte werden zum größten Teil von Luca Minieri geschrieben. Die Texte befassen sich fast ausschließlich mit philosophischen und spirituellen Themen.  Als musikalische Einflüsse gibt Minieri neben Death, Atheist und Cynic auch Spastic Ink sowie Theory in Practice an. Als musikalisches Vorbild nennt er Chuck Schuldiner, der auch den größten Einfluss auf sein Gitarrenspiel gehabt habe.

## Diskografie

### Alben
- 2004: Subjected (Crash Music)
- 2007: The Insight Eye (Willowtip Records)
- 2011: The Unconsciousness of Living (Willowtip Records)

### EPs
- 2002: Polymorphism of Death
- 2003: Dissonant Perspectives